# 한건수
한건수(韓建洙, 1921년 8월 10일~1994년 8월 5일)는 대한민국의 정치인이다. 제6·8·9·10대 국회의원을 지냈다. 종교는 불교다.

## 학력
- 일본조도전대학졸업

## 경력
- 세계일보사편집국차장
- 비판신문사주간
- 감찰위원회초대정보 및 조사과장
- 홍익대사무처장
- 민의원전문위원
- 7대선거소송승소
- 삼민회원내총무
- 민주당원내부총무
- 민중당충남제8지구당위원장
- 제6대 국회의원(국민의당, 충남 예산군)
- 제8대 국회의원(신민당, 충남 예산군)
- 제9대 국회의원(신민당, 충남 청양군·홍성군·예산군)
- 제10대 국회의원(신민당, 충남 청양군·홍성군·예산군)
- APU제1ㆍ2회총회한국대표
- 민중당의원총회부총무
- 신민당원내부총무ㆍ충남도당위원장ㆍ정무위원 및 중앙정치훈련원장

## 역대 선거 결과
|  | 5.45% |

|  | 24.41% |

|  | 38.02% |

|  | 45.26% |

|  | 51.67% |

|  | 40.81% |

|  | 28.40% |

|  | 6.76% |